# Selaginella

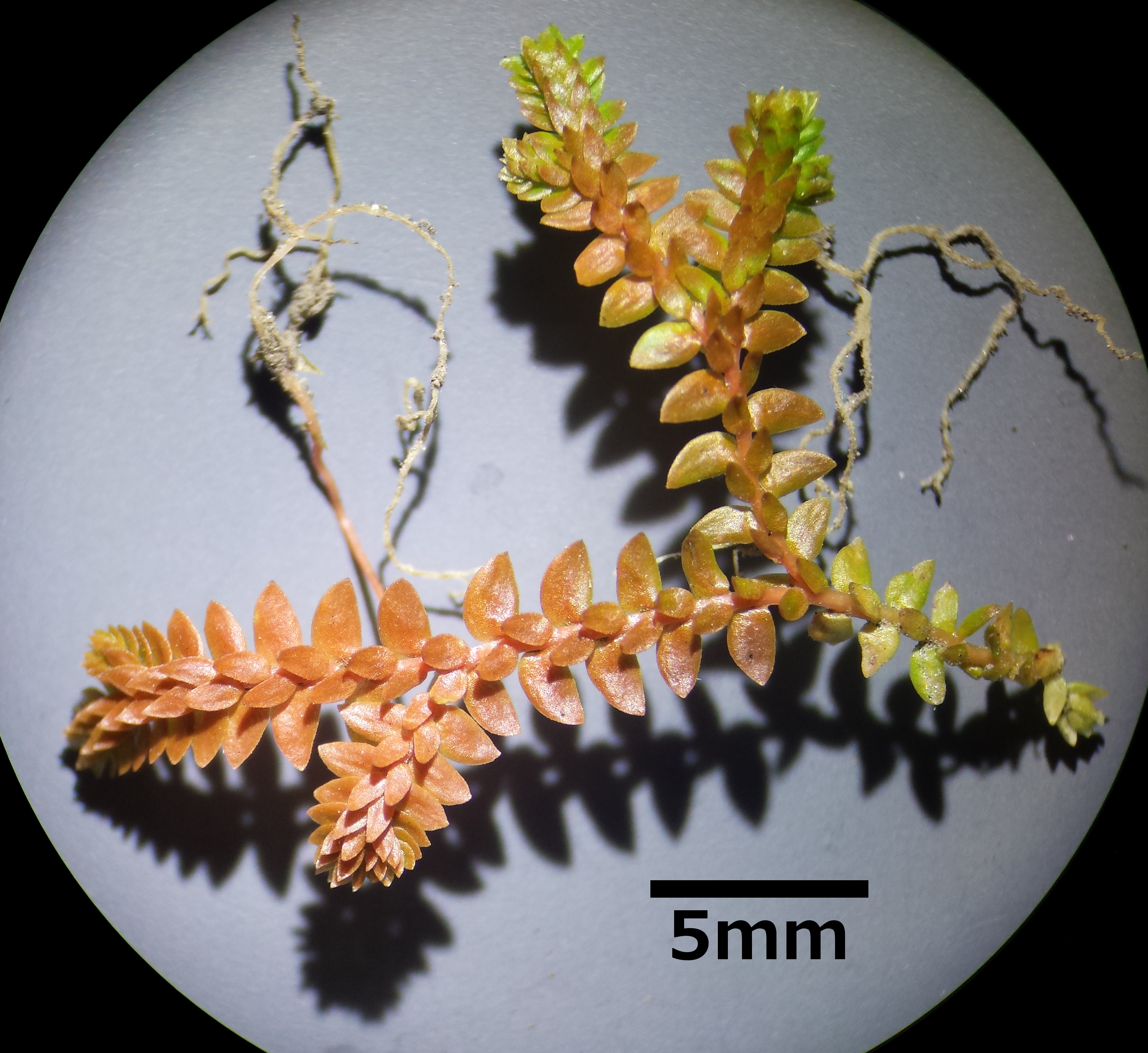
Selaginella helvetica met heterofylle microfyllen.

Selaginella (ook wel: Engels mos) is de botanische naam van een geslacht van sporenplanten in de klasse Lycopsida of Lycopodiopsida.

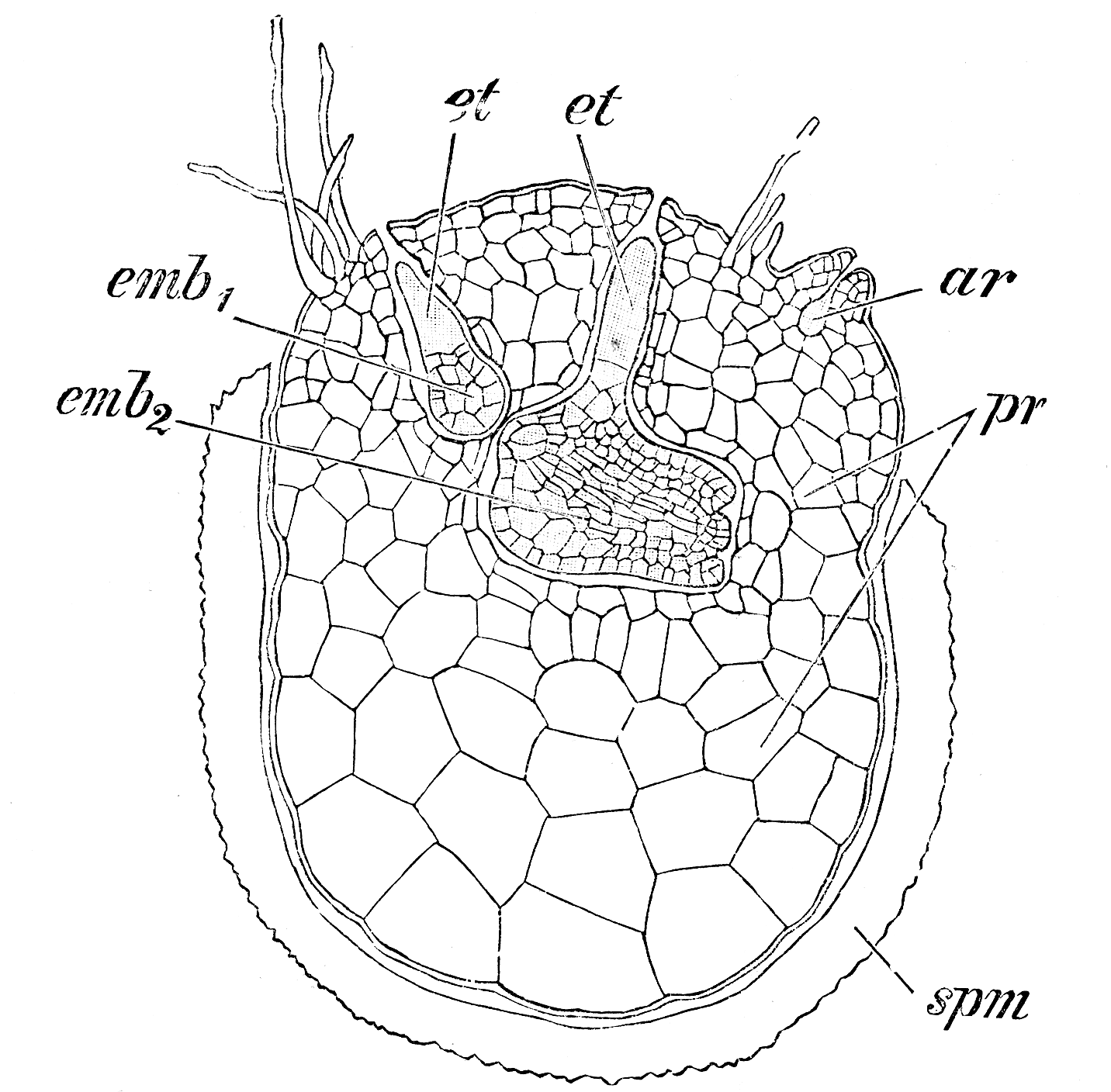
Kiemende macrospore van Selaginella; binnen de sporewand een megaprothallium met onbevrucht archegonium en 2 embryo's

Het geslacht Selaginella telt zes à zevenhonderd soorten. De meeste komen voor in vochtige tropische gebieden van de gehele aarde, enkele tientallen soorten komen in gematigde gebieden voor, en slechts enkele op droge plaatsen. Een aantal soorten zijn inmiddels bekend en geliefd als kamerplant.
De planten hebben vaak horizontale stengeltjes met bladeren, meestal van tweeërlei soort (anisofyllie): de iets grotere zijdelingse bladeren en de twee rijen iets kleinere dorsale bladen. De bladeren hebben aan de bovenzijde een klein orgaantje, de ligula met mogelijk een rol bij de wateropname.
De sporangiëndragende "vruchtbare" bladeren hebben of een (mannelijk) microsporangium of een (vrouwelijk) macrosporangium. Selaginella is een heterospore plant: de macrosporangiën bevatten slechts vier (vrouwelijke) macrosporen, de microsporangiën vele kleine (mannelijke) microsporen. Deze sporangiën liggen op de bovenzijde van het vruchtbare blad (sporofyl). De sporofyllen staan bijeen in een strobilus.
Uit een macrospore ontwikkelt zich het veelcellige vrouwelijke macroprothallium grotendeels tot geheel binnen de macrosporewand. Er steken rizoïden naar buiten, die de microsporen kunnen vangen. Deze macrosporewand scheurt uiteindelijk open. 
Het microprothallium, dat ontstaat uit de microspore, ontwikkelt zich verder geheel binnen de microspore en bestaat dan uit enkele antheridiumwandcellen, een basale, lensvormige prothalliumcel een grotere centrale cel, waaruit spermatozoïden met twee zweepstaartjes ontstaan. Deze spermatozoïden zwemmen naar de eicel, waar ze deze bevruchten.
De zygote, het bevruchtingsproduct, ontwikkelt zich tot een embryo. Het embryo wordt gevoed door het weefsel van het macroprothallium en groeit uiteindelijk uit tot een nieuwe plant.
Enkele soorten uit dit geslacht zijn:
- Selaginella helvetica
- Selaginella lepidophylla (Valse roos van Jericho)
- Selaginella kraussiana
- Selaginella martensii